# Denkfout
Een denkfout is een fout in de logica van een redenering.
Een denkfout kan leiden tot vals bewijs, of tot een onterecht oordeel. Een denkfout kan onbewust worden gemaakt. In een gesprek of toespraak kan een denkfout, onbewust of bewust, worden toegepast in een drogreden, waardoor de gesprekspartner of toehoorder op het verkeerde been wordt gezet.
Cognitieve vertekeningen of denkvergissingen, zijn systematische en onbewuste afwijkingen in het menselijke denkproces, die leiden tot onjuiste oordelen, beslissingen en conclusies. Deze fouten treden op als gevolg van cognitieve beperkingen, vooroordelen, heuristieken (mentale shortcuts) en emotionele reacties. 
Denkfouten kunnen voorkomen in verschillende situaties, en kunnen denken en gedrag op diverse manieren beïnvloeden.

## Voorbeeld
- In 2019 beweerde premier Rutte, dat auto's die 130 kilometer per uur rijden minder vervuilend zijn dan auto's die 100 kilometer per uur rijden, omdat deze minder lang over de weg rijden. Dit is een denkfout, omdat auto's die sneller rijden meer brandstof per kilometer verbruiken en daarom meer schadelijke stoffen uitstoten. Met grotere snelheid rijden veroorzaakt meer vervuiling per kilometer over de totale afstand dan met lagere snelheid rijden.